# Gwiazda elektrosłaba
Gwiazda elektrosłaba – hipotetyczny rodzaj gwiazdy dziwnej powstałej w wyniku wybuchu supernowej, w której dalszy kolaps grawitacyjny jest powstrzymywany przez ciśnienie promieniowania wynikające z przemiany kwarków na leptony w wyniku oddziaływań elektrosłabych.
Gwiazdy elektrosłabe mogą powstawać w czasie eksplozji masywnych supernowych (o masie ponad 10 M☉), które zazwyczaj tworzą czarne dziury.  Możliwe jest, że w niektórych przypadkach oddziaływania elektrosłabe są na tyle aktywne, że generowane przez nie promieniowanie powstrzymuje kolaps gwiazdy na czarną dziurę.  Materia w jądrze tego typu gwiazd byłaby gęstsza niż materia, z której składają się gwiazdy neutronowe, gęstość materii gwiazdy elektrosłabej wynosiłaby tyle, co gęstość Wszechświata w 109 sekund po Wielkim Wybuchu, reakcje elektrosłabe zachodziłyby w jądrze gwiazdy, obrazowo porównanej do wielkości jabłka, którego masa wynosiłaby tyle, co dwie masy Ziemi.  Zewnętrznie gwiazdy te przypominałyby gwiazdy neutronowe, ale ich masa byłaby większa niż maksymalna dozwolona masa gwiazd neutronowych.  Na większość energii emitowanej przez gwiazdę elektrosłabą składałyby się niezwykle trudne do wykrycia neutrina, ale część energii miałaby postać światła widzialnego, co być może pozwoli na wykrycie tego typu gwiazd.